# Ricotti Sidney Prina
Ricotti Sidney Prina (* 28. August 1887 in Florenz; † 1959) war ein italienischer Diplomat, der Botschafter in Griechenland und in Indien war.

## Leben
Er heiratete seine Cousine Cristina Morin, (1881 in Florenz, 1971) Tochter von Costantino Enrico Morin, Admiral der Königlichen Marine, königlicher Marineminister, 1903 Außenminister. Er schloss ein Studium der Politikwissenschaft an der Universität Florenz ab. 1915 trat er in den auswärtigen Dienst, wurde Privatsekretär von Carlo Sforza, begleitete ihn zu europäischen Konferenzen und beteiligte sich an der Organisation der Pariser Konferenz 1922; 1924 wurde er Gesandtschaftssekretär erster Klasse in Moskau. Im Januar 1925 wurde er vom faschistische Regime inhaftiert, nachdem er sich geweigert hatte, Generalkonsul in Tiflis zu werden. 1926 wurde er auf freien Fuß gesetzt in den Ruhestand versetzt und er zog nach Tripolis. 1944 nach der Befreiung Roms leitete er die Kommission für Marine und Kolonien. Gab eine Zeitschrift mit dem Namen Continent! heraus und gründete die Nachrichtenagentur Ecomond sowie eine School of Colonial Culture.
Wurde erneut in den diplomatischen Dienst aufgenommen.
Von Juni 1946 bis September 1949 war er Botschafter in Athen. 1948 war Giovanni Ravalli ein Neffe des damaligen italienischen Außenministers Carlo Sforza in Athen in Untersuchungshaft, da ein Verfahren wegen Kriegsverbrechen gegen ihn verfolgt wurde. Zu den weiteren in Untersuchungshaft sich befindlichen Italiener gehörte auch sein Vorgänger im Amt der Italienische Statthalter in Athen während der deutsch/italienischen Besetzung Griechenlands Pellegrino Ghigi. Die griechischen Behörden ermittelten wegen Verbrechen gegen die Menschlichkeit. Das Kabinett De Gasperi V drohte, Reparationszahlungen an die Regierung von Themistoklis Sofoulis einzubehalten, wenn ein Italiener verurteilt würde, mit dem Ergebnis, dass die italienischen Truppen in Griechenland keine Kriegsverbrechen begangen haben.

„... Tra di essi, certamente innocenti perché le nostre truppe a differenza di quelle tedesche non avevano compiuto crimini di guerra né in Grecia né altrove, c'era il Consigliere di Prefettura, Dr. Giovanni Ravalli, divenuto in seguito Prefetto di Palermo e poi di Roma. ... ( ... Unter ihnen sicherlich unschuldig, weil unsere Truppen anders als die Deutschen in Griechenland oder anderswo keine Kriegsverbrechen begangen hatten, war der Präfekturrat Dr. Giovanni Ravalli, der später Präfekt von Palermo und dann von Rom wurde. ...)“

Von September 1949 bis 14. April 1952 war er Botschafter in Neu-Delhi.